# 町田純
町田純（まちだ じゅん、1951年 - 2011年）は、日本の作家、画家。

## 来歴
1951年、東京に生まれる。1993年より1996年まで東京渋谷に「オデッサ・イスタンブール」を開く。作家として、一連の「ヤン」のシリーズを手がけた。
2000年から2001年にかけて放送されたNHKラジオロシア語講座のテキスト表紙を書いた。
2007年1月号から2008年12月号にかけて、『世界』(岩波書店)に　｢閣下とジャック」を連載。
英語（Acorn Book Company）、中国語（小知堂文化事業公司）、韓国語（東文選）、タイ語(Jamsai Publishing)にも作品は翻訳され、世界中で愛されている。
2011年に死去。

## 著作

### 「ヤン」のシリーズ
- 『ヤンとカワカマス』未知谷、1997年　　英語、中国語、韓国語、タイ語翻訳あり
- 『草原の祝祭』未知谷、1998年　（新装版、2008年）　　英語、中国語、韓国語翻訳あり
- 『ヤンとシメの物語』未知谷、1998年　（新装版、2014年）　　韓国語翻訳あり
- 『イスタンブールの占いウサギ』未知谷、1998年　　韓国語翻訳あり
- 『カワカマスのヴァイオリン』未知谷、1999年　　韓国語翻訳あり
- 『善良なネコ』未知谷、2000年　　韓国語翻訳あり
- 『ボクたちネコのお人形のコンビ』未知谷、2001年

### 「閣下」のシリーズ
- 『閣下！』未知谷、2002年　　中国語、 韓国語翻訳あり
- 『閣下2』未知谷、2002年　　中国語翻訳あり

### ポストカードブック
- 『ヤンのノクターン』未知谷、1999年
- 『イスタンブールのヤン』未知谷、1999年